# XVIe corps (armée de l'Union)
Le XVIe corps d'armée est un corps d'armée de l'armée de l'Union pendant la guerre de Sécession. Le corps combat rarement comme une unité unifiée, alors que ses divisions sont souvent dispersées à travers le pays.

## Histoire

### Création et Vicksburg
Le XVIe corps est organisé le 18 décembre 1862 avec le major général Stephen A. Hurlbut à son commandement. Il y a quatre divisions commandées respectivement par William Sooy Smith (première division), Grenville Dodge (deuxième division), Nathan Kimball (troisième division) et Jacob G. Lauman (quatrième division). Ces divisions sont affectées à un service de garnison dans le voisinage de Memphis, de LaGrange et de Corinth. Avec l'armée du Tennessee assiégeant Vicksburg, le major général Ulysses S. Grant regroupe les renforts de toutes les régions avoisinantes. Les divisions de Smith, Kimball et Lauman sont envoyées à Vicksburg le 12 juin. Ce détachement est dirigé par le major général Cadwallader C. Washburn. Hurlbut et Dodge restent en garnison dans le Tennessee pendant ce temps. Après la chute de Vicksburg, la division de Smith est attachée au IXe corps et la division de Lauman est attachée au XIIIe corps pendant l'expédition à Jackson, Mississippi du major général William T. Sherman.
En 1864, le corps est divisé en deux ailes de deux divisions chacune.

#### Aile gauche
L'aile gauche est commandée par le major général Grenville Dodge et participe à la campagne d'Atlanta du major général William T. Sherman. L'aile gauche est composée des divisions du brigadier général Thomas W. Sweeney (2nd division) et du brigadier général James C. Veatch (4th division). Ces divisions combattent, notamment lors de la bataille d'Atlanta, le 22 juillet 1864 repoussant l'attaque de flanc du général confédéré John Bell Hood. Lors de cette bataille, la division de Veatch est commandée par le brigadier général John W. Fuller.

#### Aile droite
Le reste de la division qui ne participe pas à la campagne d'Atlanta de Sherman est laissé à la garde de la vallée du fleuve Mississippi. Les divisions de Kimball, Lauman et William Sooy Smith sont définitivement retirées d'autres corps, tandis que la division de James Tuttle du XVe corps et la division d'Andrew Jackson Smith du XIIIe corps sont toutes deux transférées dans le XVIe corps. Le major général Hurlbut assume le commandement direct de ces divisions connues comme l'aile droite et participe à l'expédition de Meridian en février 1864. Au cours de la campagne de la Red Rivier, l'aile droite est attachée à l'armée du Golfe du major général Nathaniel P. Banfs avec Andrew J. Smith à son commandent. La 1st division de Tuttle est désormais dirigée par Joseph A. Mower et la division d'A. J. Smith est également attachée au commandement de Mower. Une division du XVIIe corps est attachée à l'aile droite. Cette division est surnommée la « Red River Division » et est commandée par Thomas Kilby Smith.
La division de la Red River reste dans l'État de la Louisiane, tandis que A. J. Smith emmène le reste de l'aile droite dans le Mississippi pour protéger les lignes d'approvisionnement de Sherman au cours de la campagne d'Atlanta, battant les confédérés lors de la bataille de Tupelo. Ici, les deux divisions sont commandées par Mower (1st division) et le colonel David Moore (2nd division), avec une division de cavalerie provisoirement attachée sous les ordres du brigadier général Benjamin Grierson.
Cette unité est parfois appelée « les guérillas du général A. J. Smith ».

### Dissolution
Le corps dans son intégralité est retiré le 7 novembre 1864. Andrew J. Smith reste à la tête de ses deux divisions, et est envoyé dans le Missouri pour l'aider à vaincre le raid dans le Missouri de Sterling Price. Pendant ce temps, le commandement de Smith, alors connu comme l'aile droite du XVIe corps, est officiellement désigné comme le « détachement de l'armée du Tennessee ». Smith est ensuite envoyé dans le Tennessee pour se joindre au major général George H. Thomas pour participer à la bataille de Nashville. À Nashville Smith a trois divisions commandées respectivement par John McArthur, Kenner Garrard et le colonel Jonathan B. Moore. La division de McArthur joue un rôle de premier plan lors des deux jours de la bataille.

### Ré-activation
Le 18 février 1865, le détachement de l'armée du Tennessee de Smith devient le XVIe corps officiel. Il est composé de trois divisions : la première (McArthur), la deuxième (Garrard) et la troisième (Carr). La composition reste pratiquement celle présente à Nashville à l'exception du brigadier général Eugene A. Carr remplacé le colonel Moore au commandement de la troisième division. Il sert dans les opérations du major général Edward Canby contre Mobile, en Alabama, et combat lors des batailles de fort espagnol et de fort Blakely. La dernière prend fin le 9 avril 1865, le jour où Lee se rend à Appomattox. Le corps est finalement dissout le 20 juillet 1865.